# A Madagaszkár pingvinjei (film)
A Madagaszkár pingvinjei (eredeti cím: Penguins of Madagascar) 2014-ben bemutatott amerikai 3D-s számítógépes animációs film, amely a 30. DreamWorks-film. Az animációs játékfilm rendezői Simon J. Smith és Eric Darnell, producerei Lara Breay és Mark Swift. A forgatókönyvet Michael Colton és John Aboud írta, a zenéjét Lorne Balfe szerezte. A mozifilm a DreamWorks Animation gyártásában készült, a 20th Century Fox forgalmazásában jelent meg. Műfaját tekintve akció-filmvígjáték. A mozifilm egy spin-off, amely a Madagaszkár-filmtrilógiára épít, és a történetéből már jól ismert négy pingvin áll a főszerepben.
A négy főszereplő pingvin eredeti hangjait ezúttal is Tom McGrath, Chris Miller, Conrad Vernon és Christopher Knights kölcsönzik, ahogy a magyar változatban is megszokott hangadóik Reviczky Gábor, Kerekes József, Fekete Zoltán és Katona Zoltán szolgáltatják hangjaikat. Új szereplőként csatlakozott a filmhez John Malkovich, aki a film új főgonoszának kölcsönzi a hangját, valamint Benedict Cumberbatch, Ken Jeong, Annet Mahendru és Peter Stormare, akik a pingvinek új segítőinek hangjait adják a filmben. A történet nem sokkal Madagaszkár 3. című film eseményei után játszódik.
Amerikában 2014. november 26-án, Magyarországon 2014. november 27-én mutatták be a mozikban.

## Cselekmény
|  | Alább a cselekmény részletei következnek! |

A film története visszanyúl a kezdetekhez, és bemutatja hogyan lett négy közönséges pingvinből a Madagaszkár nagydumás, vakmerő harcképességekkel megáldott pingvinjei. Miután a pingvinek otthagyják a cirkuszt, ahová a Madagaszkár hősei elvetődtek, rövidesen újabb kaland kellős közepébe csöppennek, amely nagyobb és veszélyesebb lesz minden eddigi akciójuknál. Ugyanis feltűnik a színen egy veszélyes bűnöző, a bosszúszomjas polip Dave, aki a fejébe veszi, hogy örök időkre eltörli a pingvineket a Föld színéről.
Korábban Dave népszerű állatkerti főattrakció volt New York-ban, de a pingvinek elvették tőle a dicsőséget cuki külsejükkel, így Dave megesküdött, hogy bosszút áll rajtuk. Emberi személyazonosság alatt dr. Vízagy néven, kifejlesztett egy veszélyes szérumot a Medúza Szérumot, amivel a világ összes pingvinjét torz szörnyetegekké akarja változtatni, hogy az emberek soha többé ne tarthassák őket cukiknak. Így most a pingvineken, Kapitányon, Ricón, Kowalskin és Közlegényen a sor, hogy megmentsék fajtársaikat. De rövidesen váratlan segítséget kapnak az Északi Szél nevű szupertitkos elit állatkommandótól.
A kommandó tagjai: Titkos ügynök, a szürke farkas, a csapat maximalista parancsnoka, Eva, a hírszerzés elemző hóbagoly, Pukkancs, a hirtelen haragú grönlandi fóka, aki fejlett harcművész, és Tizedes, a fegyverspecialista norvég jegesmedve. A pingvinek kezdetben nem kérnek a kémcsapat segítségéből, hiszen ők mind faj, mind munkamódszer terén különböznek. Azonban, hogy legyőzzék a közös ellenséget, mégis kénytelenek összedolgozni, és szárnyat mancsnak vetve küzdeni, hogy megállítsák a gonosz Dave ördögi tervét, mielőtt túl késő lenne…
|  | Itt a vége a cselekmény részletezésének! |

## Szereplők
| Szereplő                                                                                              | Eredeti hang         | Magyar hang          | Fajtája              |
| Visszatérő szereplők                                                                                  | Visszatérő szereplők | Visszatérő szereplők | Visszatérő szereplők |
| --- | -------------------- | -------------------- | -------------------- |
| Kapitány                                                                                              | Tom McGrath          | Reviczky Gábor       | pingvin              |
| Közlegény                                                                                             | Christopher Knights  | Katona Zoltán        | pingvin              |
| Kowalski                                                                                              | Chris Miller         | Kerekes József       | pingvin              |
| Rico                                                                                                  | Conrad Vernon        | Fekete Zoltán        | pingvin              |
| Julien király                                                                                         | Danny Jacobs         | Forgács Gábor        | gyűrűsfarkú maki     |
| Mort                                                                                                  | Andy Richter         | Magyar Bálint        | egérmaki             |
| Újdonsült szereplők                                                                                   |                      |                      |                      |
| Dave / Dr. Vízagy                                                                                     | John Malkovich       | Haás Vander Péter    | polip / ember        |
| Titkos ügynök                                                                                         | Benedict Cumberbatch | Széles Tamás         | szürke farkas        |
| Pukkancs                                                                                              | Ken Jeong            | Seszták Szabolcs     | grönlandi fóka       |
| Eva                                                                                                   | Annet Mahendru       | Pálmai Anna          | hóbagoly             |
| Tizedes                                                                                               | Peter Stormare       | Jakab Csaba          | jegesmedve           |
| Tücsök                                                                                                | Sean Charmatz        | Szabó Máté           | tücsök               |
| Dokumentumfilmes                                                                                      | Werner Herzog        | Szersén Gyula        | ember                |
| További magyar hangok: Ács Balázs, Bor Márton, Jelinek Éva, Nagy Gereben, Szűcs Anna Viola, Vida Sára |                      |                      |                      |

## A film készítése

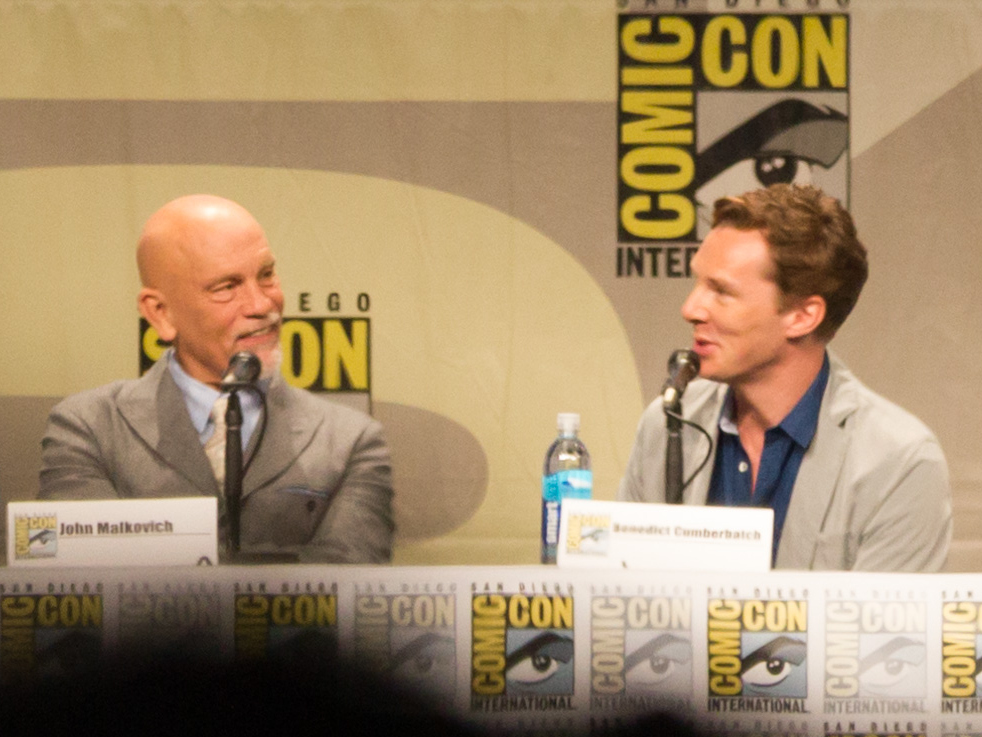
John Malkovich és Benedict Cumberbatch a 2014-es Nemzetközi San Diego-i Comic-Conon

A film ötlete már a 2005-ös Madagaszkár bemutatásakor megfogalmazódott az alkotókban. Eredetileg nem mozibemutatóra szánták, csupán VHS forgalmazására, hasonlóan, ahogy a Shrek filmek spin-off-ját a Csizmás, a kandúrt is. Végül a Dreamworks vezetői úgy gondolták mindkét film megérdemel egy egész estés mozifilmet, így 2011-ben el is készült a Csizmás, a kandúr, amelyet elsőként a mozikban mutattak. 2011 márciusában bejelentették, hogy a filmet Eric Darnell az eredeti Madagaszkár társrendezője fogja készíteni, Simon J. Smith-szel együtt, aki korábban a Mézengúz és a Megaagy című filmeknél működött közre rendezőként.
2012 júliusában a San Diegó-i Comic-Conon jelentették be, hogy John Malkovich és Benedict Cumberbatch csatlakoztak a film szereplőihez. Malkovich így nyilatkozott a szerepéről: "Én játszom dr. Octávius Vízagyat, a film elvetemült, de komikus gonoszát. Ez az első animációs munkám, és nagyon büszke vagyok rá! Mindig is nagy rajongója voltam az efféle filmeknek, és csodálom, hogy csak mostanra lettem a részese egynek. Úgy vélem a nézők is imádni fogják a A Madagaszkár pingvinjeit, mert megvan benne minden, ami kell: humor, érzelem, és felejthetetlen karakterek."  Még ugyanebben az évben került nyilvánosságra, hogy Ken Jeong, Annet Mahendru, és Peter Stormare is csatlakoztak a szereplőgárdához.
A forgatókönyv első kész változatát Robert Schooley írta meg, aki A Madagaszkár pingvinjei című sorozatnak is az egyik írója. Azonban az alkotók nem voltak teljesen megelégedve a kész forgatókönyvvel, így Michael Colton és John Aboud jelentősen átdolgozták azt.  A film eredeti bemutatóját 2015-re szánták, de később mégis előrébb hozták 2014 novemberének a végére.

## Fogadtatás
A Metacritic oldalán a film értékelése 53% a 100-ból, amely 31 véleményen alapul. A Rotten Tomatoeson jóval kedvezőbb, 74%-os értékelést kapott, 117 értékelés alapján.

## Televíziós megjelenések
- HBO 2, HBO Comedy / HBO 3, HBO, Super TV2, PRIME, Mozi+, Moziverzum
- TV2